# فين راسموسن
فين راسموسن هو راكب الكنو دنماركي، ولد في 22 ديسمبر 1920 في هولستيبرو في الدنمارك.

## وصلات خارجية
- فين راسموسن على موقع أوليمبيديا (الإنجليزية)